# Il marziano Filippo
Il marziano Filippo fu uno sceneggiato televisivo destinato alla tv dei ragazzi prodotto e programmato nel 1956, sul programma nazionale, da RAI - Radiotelevisione italiana. Sceneggiato su soggetto originale da Bruno Corbucci e Carlo Romano, era diretto da Cesare Emilio Gaslini.
Insieme al precedente Gli eroi di carta - Dalla Terra alla Luna (1954) di Alda Grimaldi, fu uno dei primissimi programmi della RAI-TV ad accostarsi alla fantascienza.

## Soggetto
Il programma era incentrato sulle avventure di un alieno, Filippo, inviato sul pianeta Terra per svolgere una missione di carattere scientifico. A ostacolarlo nella sua opera erano tre perfidi antagonisti di nome Mof, Maf e Muf.

## Struttura
Articolata in nove puntate, la miniserie andò in onda dal 29 ottobre 1956 inserita nel palinsesto pomeridiano del lunedì.

## Cast
Ne erano interpreti, oltre al protagonista, l'alieno Filippo, impersonato da Oreste Lionello:
- Claudia Tempestini
- Franco Migliacci
- Umberto D'Orsi
- Giancarlo Cobelli